# Китайсько-в'єтнамська війна
Китайсько-в'єтнамська війна (в'єт. Chiến tranh biên giới Việt-Trung, кит.: 中越戰爭) — короткотривала війна між комуністичним В'єтнамом, підтримуваним СРСР, та Китайською Народною Республікою.

## Передумови
Відносини між комуністичними В'єтнамом та Китаєм (КНР) стали гіршати з кінця 1960-х років, оскільки перший зберіг хороші відносини з Радянським Союзом, тоді як очільник КНР Мао Цзедун увійшов у конфлікт з СРСР ще з часів Микити Хрущова через його антисталінську політику.
Водночас китайські лідери розглядали свою країну як регіонального лідера, що повинен визначати за країни Далекого Сходу та Південно-Східної Азії їхню зовнішню політику та внутрішній курс. Вже у 1950-1960-х роках Китай, досягнувши певною мірою внутрішньої стабільності, почав повертатися до активного зовнішньополітичного позиціювання, для чого розпочав розроблення відповідних концепцій. Ці концепції були витримані в дусі колишньої китаєцентристської моделі з акцентом на регіональний рівень і протиставлення регіону світовим державам. Тому надавалася підтримка Лаосу та Кампучії, де були союзні уряди, комуністам Непалу, Індонезії, КНДР, робилися кроки поширити вплив на В'єтнам. Китай вважав, що після виснажливої війни з Південним В'єтнамом, що завершилася лише у 1975 році, в'єтнамські керівники не зможуть пручатися впливовій КНР.
Безпосередніми причинами війни стало те, що у листопаді 1978 року було підписано Договір про дружбу та співробітництво між СРСР і В'єтнамом (у КНР виник острах опинитися між двома «фронтами») у грудні 1978 — січні 1979 року в'єтнамські війська в результаті короткострокової і ефективної операції взяли столицю Кампучії — Пномпень і прокитайський уряд «червоних кхмерів» на чолі із Пол Потом було повалено, загинуло близько 1 тис. китайських радників і влада перейшла до пров'єтнамських сил — Єдиного фронту національного порятунку Кампучії під керівництвом Хенг Самріна, та масовий вихід з В'єтнаму китайських комерсантів в результаті проведених Ханоєм соціально-економічних перетворень після об'єднання країни. Водночас напруженню сприяло встановлення КНР 1 січня 1979 року дипломатичних відносин з США, ворогом В'єтнаму. У січні 1979 року в ході візиту до США китайський лідер Ден Сяопін заявив про необхідність об'єднання для боротьби з радянським гегемонізмом і представляв В'єтнам «Кубою Сходу».

## Перебіг
Підготовка до війни тривала кілька місяців. Остаточне рішення про початок бойових дій Політбюро ЦК КПК прийняло 9 лютого. Біля кордону з В'єтнамом були зосереджені значні сили (за радянськими та в'єтнамськими відомостями): 44 дивізії загальною чисельністю 600 000 осіб особового складу. Втім з цього угрупування на територію В'єтнаму вдерлося лише 250 000 військовослужбовців. З в'єтнамського боку їм протистояли війська загальною чисельністю до 100 000 осіб, при цьому в першій лінії оборони у в'єтнамців перебували лише прикордонні війська та підрозділи народного ополчення.
15 лютого 1979 року ЦК КПК заявляє про намір «дати В'єтнаму урок», а 17 лютого Народно-визвольна армія Китаю (НВАК) вже займає в'єтнамські опорні пункти першої лінії оборони. 19 лютого китайці захопили провінційний центр місто Лаокай, до початку березня після введення другого ешелонів і резервів НВАК опановує містами Каобанг і Лангшон. На допоміжних напрямках в'єтнамці відбили наступ. При цьому війна йшла лише на суходолі, бойові дії вели частини сухопутних військ НВАК. Авіація здійснювала суто розвідку, і то на невеликій глибині, у зв'язку з високою щільністю і ефективністю в'єтнамської ППО. На морі бойові дії не велися. У районах Східно-Китайського і Південно-Китайського морів в цей період перебували кораблі радянського Тихоокеанського флоту, які блокували вхід в Тонкінську затоку, чим захищали В'єтнам від можливої атаки китайського флоту. Поблизу курсувало авіаносне з'єднання флоту США, втім воно лише спостерігало.
Після запеклих боїв за місто Лангшон, його захоплення китайськими військами і оголошення 5 березня керівництвом В'єтнаму загальної мобілізації, керівництво КНР в односторонньому порядку оголосило про припинення наступу і початок виведення військ. Остаточно війська були виведені і бойові дії припинені 16 березня 1979 року.

## Результат
Основна складність при спробі підбиття підсумків китайсько-в'єтнамської війни полягає в тому, що політичні цілі китайського керівництва в ній досі незрозумілі. Ситуація з військовими цілями простіша — за свідченням полонених китайських солдатів, їх було три:
- захопити за короткий термін значну частину території В'єтнаму, включаючи провінційні центри Лаокай, Каобанг, Лангшон;
- завдати противнику максимальних втрат, підірвавши його обороноздатність;
- завдати В'єтнаму максимальних економічних збитків.

З цими свідоцтвами перегукується думка індійського дослідника полковника Бакші, який вказує, що Китай вів обмежену війну, в рамках якої мав намір захопити прикордонні території і тим самим змусити В'єтнам ввести в бій свої основні сили, які й планував знищити.
Аналіз тактики Пекіна дозволяє дослідникам зробити висновок, що військові цілі Китаю зводилися до втягування в бойові дії основних в'єтнамських сил і завдання їм важких втрат для того, щоб змусити Ханой вивести частини з Кампучії для забезпечення підкріплення. Втім ці цілі досягнуті не були. В'єтнам розгадав маневр китайського керівництва, не вивів війська з Кампучії і вдовольнився загонами народної міліції, практично без залучення основних сил.
При цьому обрана В'єтнамом тактика відходу з міст в довколишню гористу і лісисту місцевість і нанесення звідти точкових ударів виправдала себе. Попри те, що формально Китай захопив декілька провінційних центрів, він зазнав важких втрат в особовому складі і техніці, зберіг низький темп наступу, не зміг втягнути в бій основні в'єтнамські частини і поступово в односторонньому порядку вивів війська. Зроблена китайським керівництвом заяву про перемогу було швидше формальним і не до кінця відповідало реальності, враховуючи, що Китай так і не зміг послабити в'єтнамський вплив в Кампучії.
Невдало проведена військова операція продемонструвала неефективність традиційного підходу КНР до народної війни, необхідність модернізації озброєнь, впровадження нових технологій і актуалізації форм і методів ведення військових дій. Це дозволило фракції Ден Сяопіна в китайському керівництві виграти «доктринальний спір», розгорнувши програму «4 модернізацій». У своїй промові на розширених зборах Центральної військової комісії КПК в червні 1985 року Ден Сяопін узагальнив всі ці висновки: заявив про необхідність скоротити чисельність особового складу на користь підвищення бойової ефективності, врахувати результати науково-технологічної революції і відійти від доктрини Мао Цзедуна про неминучість глобальної війни на користь продуманішої військової політики.